# 瑞典文學
瑞典文学（瑞典語：Svensk litteratur）是指瑞典作家用瑞典语寫成的文学作品。 瑞典的第一部文学作品是Rök runestone。公元1100年左右，瑞典人開始皈依基督教，瑞典的修道院人士更喜欢用拉丁语創作文學作品。所以那个时期的古瑞典语文學作品比較少。瑞典文学是在16世纪起逐漸发展。